# WASP-33 b
WASP-33 b (HD 15082 b) — экзопланета (горячий юпитер) у белой звёзды главной последовательности HD 15082 в созвездии Андромеды. Была открыта в 2010 году телескопом SuperWASP, состоящим из двух роботизированных обсерваторий, расположенных на Канарских островах и в ЮАР.
Обращается вокруг материнской звезды за 1,22 дня на очень малом расстоянии (порядка 0,026 а.е.). По диаметру немного превосходит Юпитер. Масса — <4,59 масс Юпитера.
В 2011 году предельно точно была измерена температура планеты — около 3200 °C, что делает её температуру сравнимой с температурой поверхности красного карлика. До июня 2017 года она считалась самой горячей экзопланетой, известной науке.
В 2015 году, благодаря наблюдениям с телескопа Хаббл, у планеты была обнаружена стратосфера — учёные обнаружили в атмосфере WASP-33 b температурную инверсию, вызванную диоксидом титана. WASP-33 b получает от своего светила в 700 раз меньше рентгеновской радиации, чем KELT-9 b от KELT-9.